# Guangzhou International Women's Open 2013
Guangzhou International Women's Open 2013 (відомий як GRC Bank Guangzhou International Women's Open за назвою спонсора) — жіночий тенісний турнір, що проходив на відкритих кортах з твердим покриттям. Це був 10-й турнір Guangzhou International Women's Open. Належав до категорії International в рамках Туру WTA 2013. Відбувся в Гуанчжоу (Китай) з 16 вересня до 21 вересня 2013 року.

## Учасниці основної сітки в одиночному розряді

### Сіяні
| Країна            | Гравчиня          | Рейтинг1 | Сіяна |
| ----------------- | ----------------- | -------- | ----- |
| Румунія           | Сорана Кирстя     | 22       | 1     |
| Франція           | Алізе Корне       | 29       | 2     |
| Велика Британія   | Лора Робсон       | 35       | 3     |
| КНР               | Пен Шуай          | 37       | 4     |
| Польща            | Уршуля Радванська | 38       | 5     |
| Китайський Тайбей | Сє Шувей          | 39       | 6     |
| США               | Варвара Лепченко  | 44       | 7     |
| Пуерто-Рико       | Моніка Пуїг       | 45       | 8     |

- 1 Рейтинг подано станом на 9 вересня 2013

### Інші учасниці
Нижче подано учасниць, що отримали вайлд-кард на вихід в основну сітку:
- Шахар Пеєр
- Ч Шуай
- Чжен Сайсай

Нижче наведено гравчинь, які пробились в основну сітку через стадію кваліфікації:
- Рішель Гогеркамп
- Йована Якшич
- Надія Кіченок
- Ваня Кінґ
- Джоанна Конта
- Луксіка Кумхун

### Відмовились від участі
До початку турніру
- Карін Кнапп
- Моніка Нікулеску

## Учасниці основної сітки в парному розряді

### Сіяні пари
| Країна   | Гравчиня         | Країна            | Гравчиня          | Рейтинг1 | Сіяна |
| -------- | ---------------- | ----------------- | ----------------- | -------- | ----- |
| КНР      | Пен Шуай         | Китайський Тайбей | Сє Шувей          | 18       | 1     |
| США      | Варвара Лепченко | КНР               | Чжен Сайсай       | 79       | 2     |
| США      | Ваня Кінґ        | Казахстан         | Галина Воскобоєва | 94       | 3     |
| Угорщина | Тімеа Бабош      | Білорусь          | Ольга Говорцова   | 112      | 4     |

- 1 Рейтинг подано станом на 9 вересня 2013

### Інші учасниці
Нижче наведено пари, які отримали вайлдкард на участь в основній сітці:
- Лю Чан /  Тянь Жань
- Tang Hao Chen /  Ян Чжаосюань

## Переможниці

### Одиночний розряд
- Ч Шуай —  Ваня Кінґ, 7–6(7–1), 6–1

Для Чжан Шуай це був перший титул WTA в кар'єрі.

### Парний розряд
- Сє Шувей /  Пен Шуай —  Ваня Кінґ /  Галина Воскобоєва, 6–3, 4–6, [12–10]